# Dècada del 1260

## Esdeveniments
- Neix el Consolat de Mar, organisme del dret marítim català; queda instal·lat a la ciutat de Barcelona
- El regne de Castella arriba als 3 milions d'habitants mentre avança en la Reconquesta
- Primera menció al carnaval de Venècia
- L'imperi de Mongòlia es dissol en diverses províncies
- Apogeu de l'art gòtic
- Primeres reunions del parlament d'Irlanda
- Augment de l'antisemitisme a tot Europa; molts jueus són obligats a portar braçalets grocs per les ordenances municipals

## Personatges destacats
- Alfons X el Savi
- Jaume el Conqueridor
- Roger Bacon
- Tomàs d'Aquino